# Towaoc
Towaoc – jednostka osadnicza w Stanach Zjednoczonych, w stanie Kolorado, w hrabstwie Montezuma.